# Monténégrins de Croatie
La minorité monténégrine de Croatie ou les Monténégrins de Croatie (en croate : Crnogorci u Hrvatskoj) désignent la minorité ethnique monténégrine vivant en Croatie.